# Medina (Minnesota)
Medina es una ciudad ubicada en el condado de Hennepin en el estado estadounidense de Minnesota. En el Censo de 2010 tenía una población de 4892 habitantes y una densidad poblacional de 69,95 personas por km².

## Geografía
Medina se encuentra ubicada en las coordenadas 45°2′4″N 93°34′32″O / 45.03444, -93.57556. Según la Oficina del Censo de los Estados Unidos, Medina tiene una superficie total de 69.94 km², de la cual 65.92 km² corresponden a tierra firme y (5.74%) 4.01 km² es agua.

## Demografía
Según el censo de 2010, había 4892 personas residiendo en Medina. La densidad de población era de 69,95 hab./km². De los 4892 habitantes, Medina estaba compuesto por el 93.97% blancos, el 0.96% eran afroamericanos, el 0.14% eran amerindios, el 3.19% eran asiáticos, el 0.04% eran isleños del Pacífico, el 0.37% eran de otras razas y el 1.33% pertenecían a dos o más razas. Del total de la población el 1.25% eran hispanos o latinos de cualquier raza.